# 斜率
斜率（しゃりつ）とは、主に土木用語で、盛土法面、切土法面、擁壁の勾配の付いた辺など、その勾配によって斜辺の長さや斜面の面積を求める際に使われる。
土木の設計図面には斜辺の勾配が1:0.3、1:0.5の様に明記されており、その勾配の斜率によって容易に斜辺の長さや斜面の面積を求めることができる。
斜率は、
{\displaystyle I={\sqrt {1+i^{2}}}}
ここに、
- I : 斜率
- i : 勾配

で得られる。
例えば、垂直と水平の長さの比が10:3の斜辺があるとすれば、それを約分して1:0.3と書ける。上記式では0.3がiであり、式の答えである斜率は1.044である。このとき、仮に垂直方向の寸法が5.0mであれば、斜辺の長さは5.0m×1.044=5.220mとなる。また垂直面の面積が100.0平米ならば、斜面の面積は100.0×1.044=104.4平米である。